# Hohenlockstedt
Hohenlockstedt est une commune d'Allemagne située dans l'État du Schleswig-Holstein et appartenant à l'arrondissement de Steinburg.

## Géographie

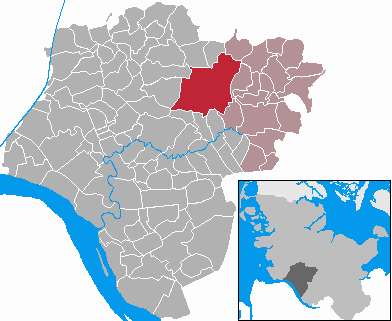
Situation de la commune dans l'arrondissement

Hohenlockstedt se situe entre Itzehoe et Kellinghusen. La municipalité comprend les quartiers de Lockstedter Lager, Ridders, Hohenfiert, Springhoe, Hungriger Wolf et Bücken.

## Jumelages
- Lapua (Finlande)
- Dargun (Allemagne)